# هورس ولی رنچ
هورس ولی رنچ (به انگلیسی: Horse Valley Ranch) یک مزرعه (محل) در ایالات متحده آمریکا است که در آریزونا واقع شده‌است.